# Lasse Lindqvist
För andra betydelser, se Lars Lindqvist (olika betydelser).
Lars Valter Lindqvist, känd som Lasse Lindqvist, född 31 december 1924 i Avesta församling i Kopparbergs län, död 11 december 1998 i Leksands församling i Dalarnas län, var en svensk tecknare och konstnär.
Lasse Lindqvist var utbildad för Ragnar Sandberg och Sven X:et Erixson och gick på Otte Skölds målarskola och Konstakademien i Stockholm. Som tecknare var han knuten till Söndagsnisse-Strix, Stockholms-Tidningen och Aftonbladet.
Han gjorde en rad offentliga utsmyckningar, däribland ett målat trätak på Skansen i Stockholm, skolväggar i Krylbo, Avesta och Bollnäs, Stadshagens tunnelbanestation och Tyresö simhall. 
Han finns representerad i olika landsting, i Lidingö kommun och även i Jarlabergs skola i Nacka där han målade olika scener ur livet på gården Stora Nyckelviken.
Han var 1955–1962 gift med Sara Lindqvist-Dracke (1922–2001), 1962–1970 med skådespelaren Anita Björk (1923–2012) och 1977 med textilkonstnären Margareta (Maja) Sandell (född 1933), förut gift med Björn Hinders.
Lindqvist är begravd på Lidingö kyrkogård.